# Dicranomyia (Dicranomyia) hemimelas
Dicranomyia (Dicranomyia) hemimelas is een tweevleugelige uit de familie steltmuggen (Limoniidae). De soort komt voor in het Australaziatisch gebied.